# Mi Fei

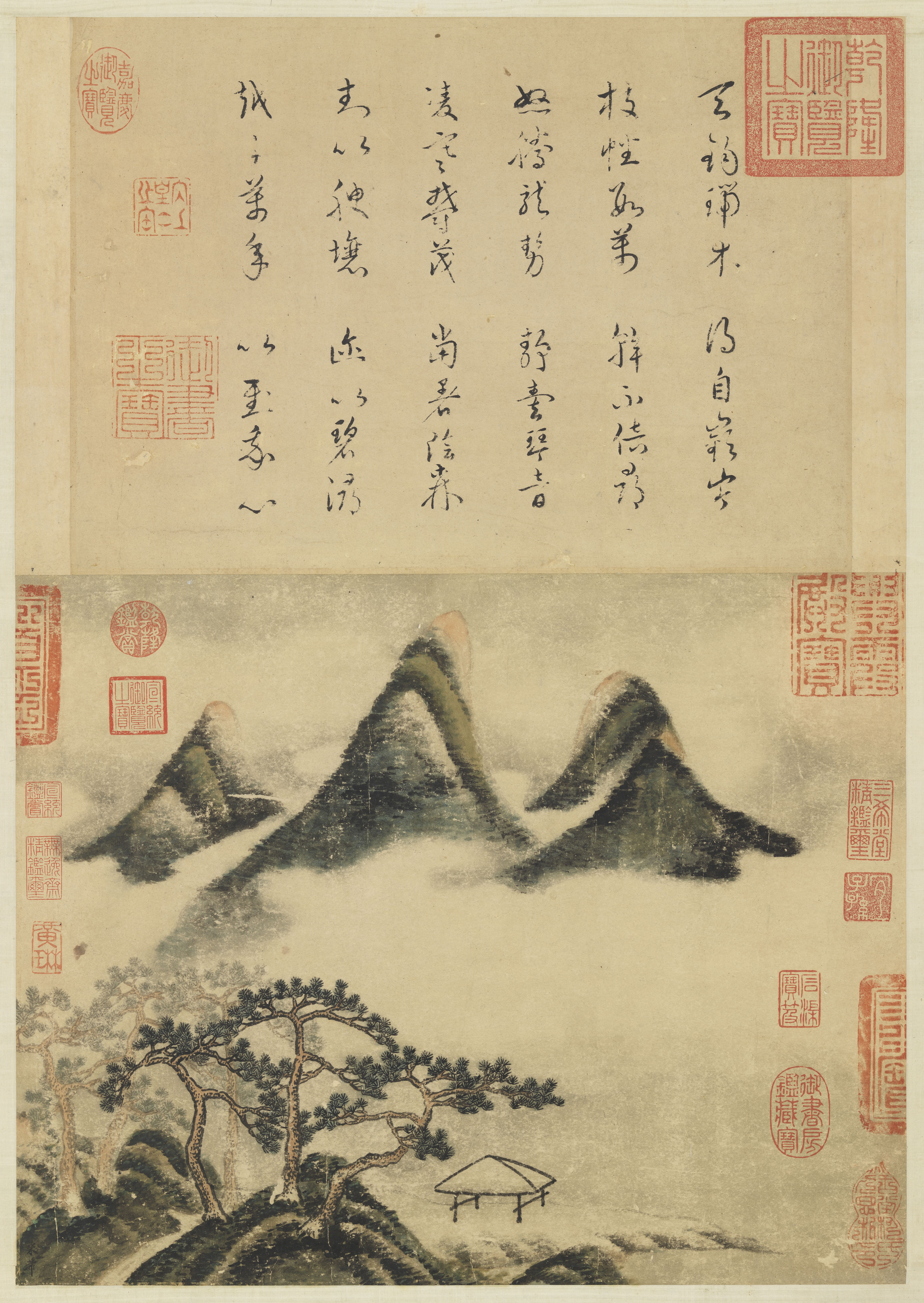
Mi Fei, Góry i sosny wiosną, Narodowe Muzeum Pałacowe w Tajpej

Mi Fei (米芾), znany także jako Mi Fu (米黻)(ur. 1051, zm. 1107) – chiński malarz i teoretyk sztuki z czasów dynastii Song.
Malował przeważnie krajobrazy utrzymane w tonacji czarno-białej, posługując się wyłącznie tuszem. Uznawany jest za mistrza w przedstawianiu pejzaży z mgłą nad powierzchnią wody i zamglonych szczytów gór. Uważa się go za twórcę songowskiej szkoły malarstwa, choć zdaniem innych był jedynie uzdolnionym naśladowcą Wang Weia. Sam posiadał olbrzymią kolekcję obrazów.

## Anegdoty
Z postacią Mi Feia związane są liczne anegdoty. Był wytrawnym krytykiem sztuki, jednak nie zajmował się rozwijaniem myśli krytycznej, preferując dosadne oceny dzieł innych malarzy. Obraz jednego ze współczesnych sobie malarzy miał skomentować słowami Wystarczy, aby umrzeć ze wstydu.